# Zager and Evans
Zager & Evans bio je je američki pop-rock duo koji je djelovao 1969 i ranih 1970-ih, a koga su činili Denny Zager i Rick Evans. Najpoznatiji je po futurističkoj pjesmi In the Year 2525, koja je postala jedan od najvećih hitova 1969. godine; njen uspjeh nisu uspjeli ponoviti, te se često navode kao primjer čuda od jednog hita.

## Diskografija

### Studijski albumi
- 2525 (Exordium & Terminus) (1969.)
- The Early Writings of Zager & Evans and Others (1969.)
- Zager & Evans (1970.)
- Food for the Mind (1971.)

### Singlovi
- "In the Year 2525 (Exordium & Terminus)" (1969.)
- "Mr. Turnkey" (1969.)
- "Listen to the People" (1969.)
- "Help One Man Today" (1970.)
- "Crutches" (1970.)
- "Hydra 15,000" (1971.)

## Vanjske poveznice
- Biographical info on Mark Dalton  Arhivirana inačica izvorne stranice od 14. prosinca 2004. (Wayback Machine)
- Denny Zager
- Zager EZ-Play Guitars website